# 関金温泉
関金温泉（せきがねおんせん）は、鳥取県倉吉市（旧国伯耆国）にある温泉。

## 泉質
放射能泉で、三朝温泉に次いで日本国内第2位のラドン放射能を有する。無色無臭の美湯。関金温泉と三朝温泉の湯が放射能を帯びている理由は長年不明だったが、1955年（昭和30年）に近くで水成ウラン鉱が発見され、これに由来することが判明した。
源泉温度は40 - 62℃である。

## 温泉街

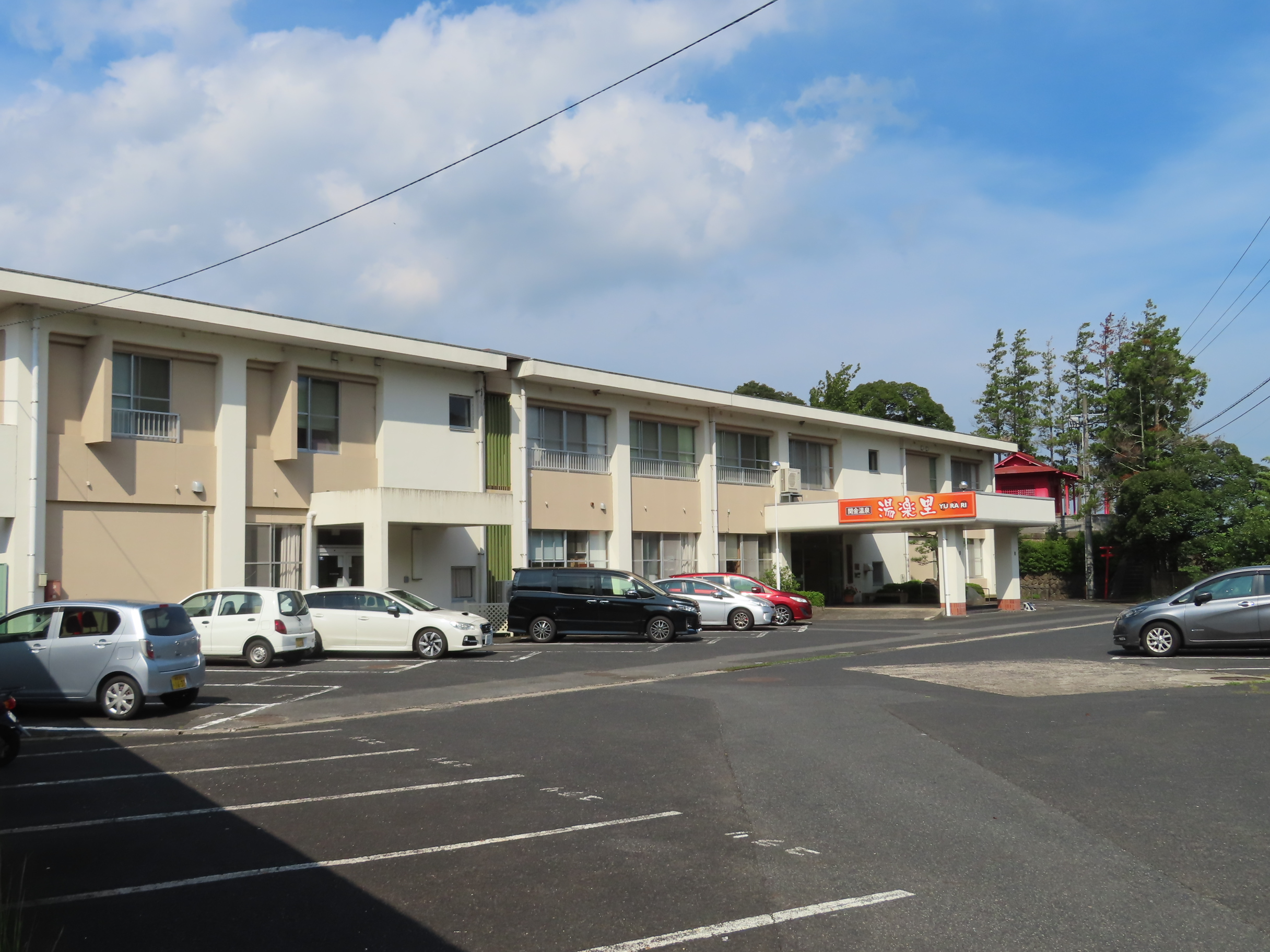
関金温泉湯楽里

大山の東麓、国道313号から奥に入った場所に温泉街が広がる。旅館は5軒存在する。共同浴場は1軒、「関の湯」が存在する。また日帰り入浴施設として「せきがね湯命館」も存在する。
旧来の温泉街区と1963年（昭和38年）に開削された町営の源泉を引く新温泉区があるが、1969年（昭和45年）3月24日に国民保養温泉地に指定されると、町では条例を定めて源泉を集中管理するようになった。
旧国民宿舎グリーンスコーレせきがねがあったが、2025年（令和7年）4月26日に「HOTEL星取テラスせきがね」としてリニューアルオープンすることとなった。

## 歴史
開湯伝説は諸説ある。開湯年代を養老年間（西暦717-723年）とするもの、延暦年間（782年-806年）とするもの（『日本鉱泉誌』）、貞観12年（870年）とするもの、元弘年間（1331-1333年）とするものがある。
鶴が入浴しているところを行基が発見し、弘法大師が荒れ果てていた温泉地を整備したと伝えられる。発見者を弘法大師とする説もある。元弘年間の開湯説では、関金城主の山名小太郎が開湯したことになっている。また、昭和初期の文献では、行基（668-749年）が発見し、一度廃れたが弘法大師（774-835年）が再興し、山名小太郎（14??-1489?年）が浴槽を設置した、となっている。
関金温泉には、湯の美しさから「銀の湯」「しろがねの湯」との古名があり、伯耆民談記にも「銀湯」として登場する。
江戸時代には、鳥取県中部と山陽地方を結ぶ備中街道（美作街道）上にあり、関金宿が置かれていた。放射線が測定されるより以前の時代には「淡黄色の無臭の炭酸泉」とされている。
鳥取県が入湯税を基に算出した温泉利用者数をみると、ピークは2003年（平成15年）頃で約34,000人が利用している。その後低迷し2012年には約13,000人となったが、これを底に再び増加傾向となり2017年には約23,000人となっている。1997年（平成9年）以前は利用者の算出方法が異なり、各自治体の申告数に基づく推計値だが、これに遵うとバブル景気の頃には年間40万人前後の利用客があった計算になる。

## 行事・祭事
この地域では、10月7日の御幸行列や、『大山寺縁起絵巻』にも描かれている田植歌（田植田楽）の習俗を持つ。
- せきがね里見まつり - 9月第一日曜日開催

## 付近の名所
- 大滝山地蔵院 - 古くから関金温泉で「関の地蔵」と呼ばれてきた[9]。地蔵院の菩薩像「木造地蔵菩薩半跏像」は国指定の重要文化財で、地蔵院が1192年（建久3年）に佐々木高綱によって建立されたことを示している[9][12]。（ただし、現存するものは再建されたものである[9]。）ほかに、県指定の文化財として擬宝珠や宋青磁香炉が伝わる[2]。
- 湯関神社
- 亀井城跡

## アクセス
- 自動車：米子自動車道湯原ICから国道313号を倉吉方面へ約35分。
- 鉄道・路線バス：西日本旅客鉄道（JR西日本）山陰本線倉吉駅より、日交バスで約35分。

かつては倉吉駅から倉吉線が分岐し、途中の関金駅が最寄り駅になっていたが、1985年（昭和60年）4月1日に倉吉線が廃止され、駅も消滅した。
運行曜日・便数が限られるが、姫新線中国勝山駅より真庭市コミュニティバス「まにわくん」の　37 蒜山・久世ルートに乗車し、宮田停留所で 32 中曽・関金ルートに乗り継ぐことでも来訪可能。
- 高速バス：新倉吉街道エクスプレス、メリーバード号